# フランケンシュタイン対地底怪獣

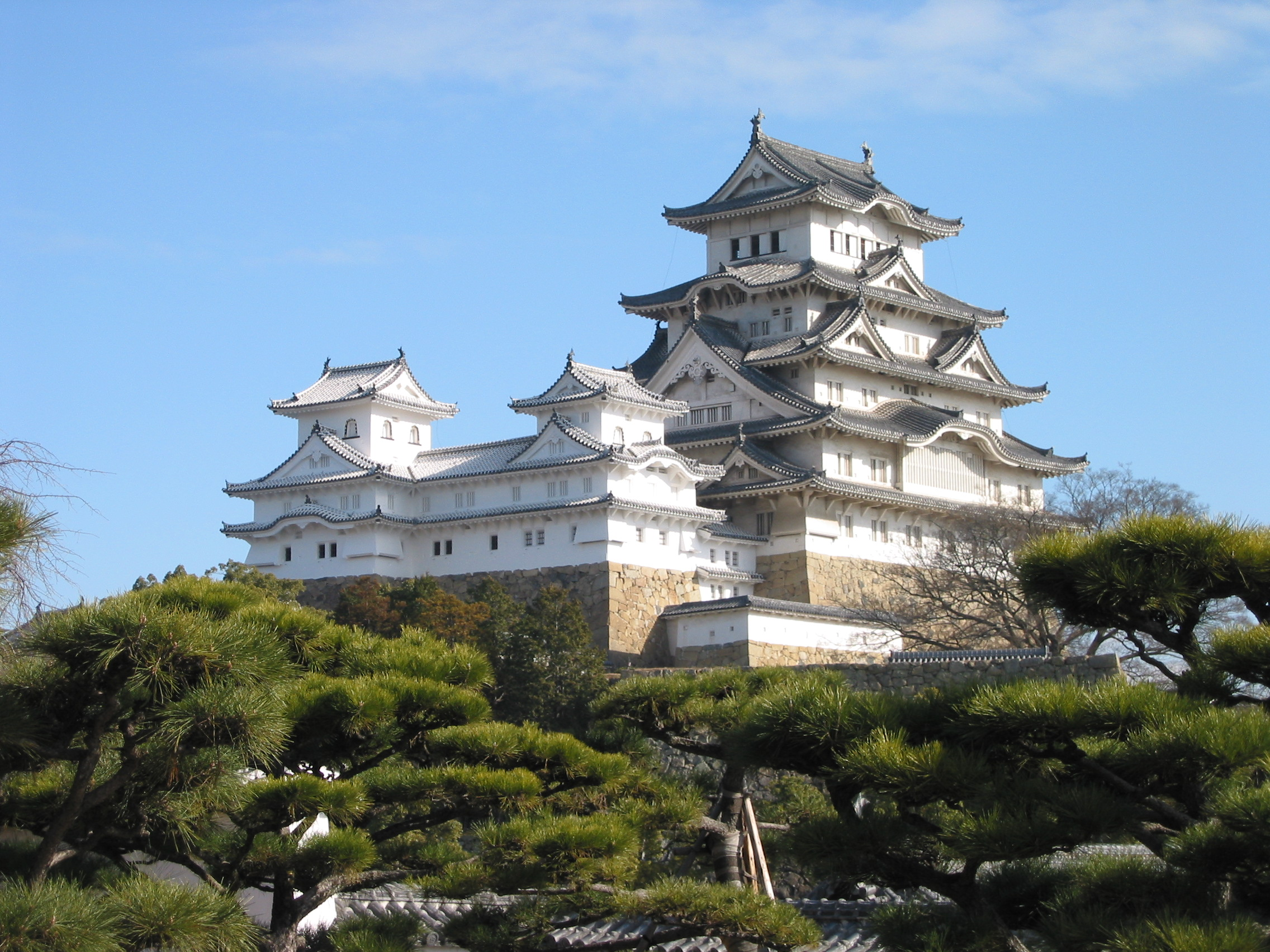
ロケに使われた「姫路城」。

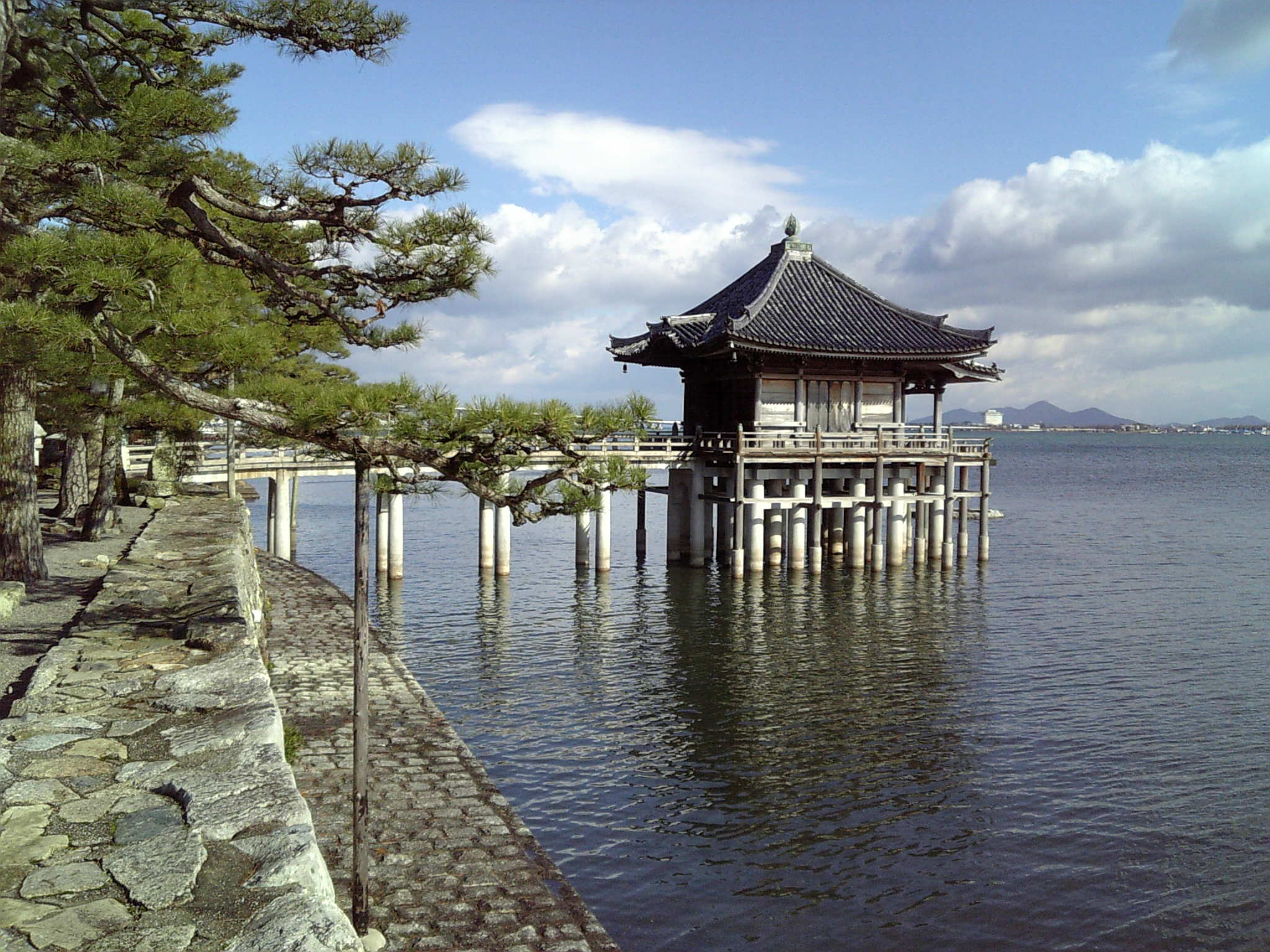
琵琶湖のシーンでは「満月寺浮御堂」がロケに使われた。

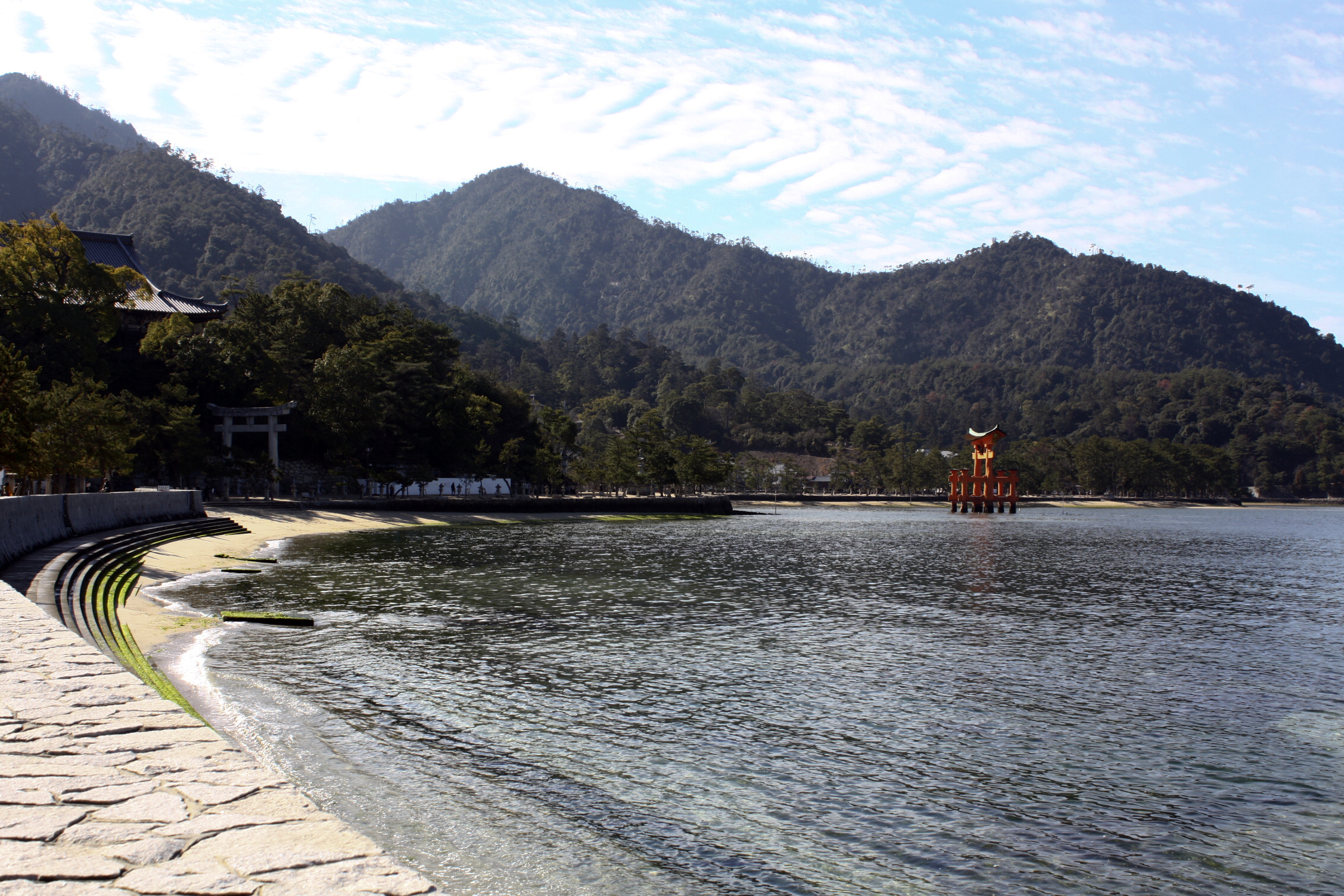
ロケに使われた「厳島」。

『フランケンシュタイン対地底怪獣』（フランケンシュタインたいバラゴン）は、東宝と米国のベネディクト・プロが製作し、1965年（昭和40年）8月8日に公開した怪獣映画である。総天然色、シネマスコープ（東宝スコープ）。監督は本多猪四郎、主演は高島忠夫。
同時上映は『海の若大将』。

## 概要
東宝が海外資本との提携によって怪獣映画の新機軸を模索した意欲作であるとともに、怪獣映画としては初の日米共同製作である。内容は「フランケンシュタインが地底怪獣バラゴンと戦う」というものであり、ゴジラシリーズ以外では怪獣対決映画は初めてとなる。怪獣と戦う巨人という構図は、後の『ウルトラマン』などの巨大特撮ヒーローシリーズの先駆けになったとされる。怪獣の大きさの設定が従来のゴジラなどの半分程度とされたことにより、ミニチュアのセットの縮尺はそれまでの1/25から1/12とされた。結果的にミニチュアのサイズは従来の2倍となり、よりリアルな表現が可能となった。
原案を担当したアメリカのSF作家ジェリー・ソウルはアメリカ側スタッフとともに医学監修として来日し、撮影にも立ち会った。
書籍『複数の「ヒロシマ」 記憶の戦後史とメディアの力学』（青弓社）によれば、中国新聞広島版1965年（昭和40年）8月11日付夕刊には「凄絶！ ヒロシマで生まれた原爆巨人対地軸をゆるがす凶暴新怪獣！ 日米合作で放つ黄金娯楽大作」との煽り文句を謳った本作品の広告が掲載されたほか、8月21日付では広島市内における本作品と『海の若大将』の大ヒットが好意的に報じられた。また、本作品は広島市小学校視聴覚教育委員会の推薦映画だったという。

## ストーリー
第二次世界大戦の終戦直前。陥落寸前のドイツベルリンのリーゼンドルフ博士の研究室から、ナチによってはるばる日本に「あるもの」が運ばれ、Uボートを犠牲にしてまで広島の「広島衛戍病院」に移送された。いぶかる移送責任者の河井海軍大尉の質問に対し、軍医長はそれが「フランケンシュタイン博士の創造した不死の心臓である」と説明する。それは大戦の切り札として、この永遠の生命力を持つ心臓を基に不死身の兵士を作ろうとする日独の秘密の作戦であった。しかし、それは直後に米軍によって投下された原子爆弾の爆発で消滅したかと思われた。
15年後の1960年。広島県のある住宅の飼い犬が何者かによって殺害され、ある小学校でウサギのバラバラ死体が発見される事件が発生する。また、激しく雨が降る晩、謎の浮浪児がタクシーにひき逃げされる。数日後、宮島周辺に徘徊していたこの浮浪児が、「国際放射線医学研究所」のボーエン博士と助手の戸上季子（とがみ すえこ）たちに保護される。少年は白人種であり、短期のうちに急成長して20メートルにおよぶ巨人となっていく。その知能は低く行動を予測できないため、始末に困ったボーエンらは鉄格子付きの特別室で巨人の手首を鎖でつなぎ、「飼育」することとなる。季子は巨人を「坊や」と呼んで愛情を寄せる。
一方、秋田油田の技師になっていた河井は、油田を襲った地震の最中に巨大な怪獣らしきものを目撃する。それは、中生代の終わりに地下へ潜って大絶滅を切り抜けた巨大爬虫類バラゴンであった。同時に河井は国際放射線医学研究所のニュースを聞き、巨人が敗戦直前に日本に運ばれたもの、すなわち「フランケンシュタイン」の不死の心臓が人間の形を取ったものではないかとの思いを強め、ボーエンのもとを訪ねる。河井の打ち明けた話を受けて川地博士はドイツ・フランクフルトへ飛び、リーゼンドルフ博士から「もしそれがフランケンシュタインなら、手首でもどこでも、身体の一部を切り落とせばよい、フランケンシュタインならまたその部分が再生されるはずだ」との助言を受ける。
巨人へ成長した「坊や」はマスコミの格好の題材となり、取材が殺到することとなる。ちょうどそのころ、帰国した川地は「坊や」の手を切り落とすことを決意して特別室へ向かうが、そこに取材許可を受けたテレビ局のスタッフが現れる。川地は「興奮するから光を当てないで」と指示するが、テレビスタッフが横暴に無視して鉄格子の中に照明を向けたため、「坊や」は興奮して暴れ出し、研究所を脱走する。破壊された特別室の中には手かせで千切れた左手首が見つかり、それがタンパク質を求めて床をはい回る姿から、「坊や」が「フランケンシュタイン」であることが判明する。
脱走したフランケンシュタインは、闇にまぎれて広島から岡山、姫路、琵琶湖を経て東へ逃走し、故郷のドイツに気候が近い、日本アルプス周辺にまで北上する。一方、バラゴンは白根山近辺で人畜を捕食していたが、地底を移動するうえに目撃者をすべて喰い殺すバラゴンの存在は認知されず、世間はフランケンシュタインが人間を襲い、喰っているのではないかと疑い始める。こうして自衛隊の出動などの強硬策が実施され、石切現場でフランケンシュタインが発見されたことから、政府は一連の事件が彼の仕業であると断定し、葬り去ることを決議する。ボーエンらも「手首」というサンプルが手に入ったため、強く反対はできない。
こうして白根山麓へ自衛隊特車部隊が向かったころ、研究所では培養液から抜け出た「手首」が死んでいるのが見つかり、ボーエンらはフランケンシュタイン本人の飼育を再考せざるを得なくなる。また、河井が秋田油田で目撃した発光体（バラゴンの角）の目撃証言や石切現場での同様の現象を基に、あくまでフランケンシュタインの潔白を信じて疑惑を晴らそうとするボーエンらは、食料の投下でこれを納めようと努力を続ける。日本アルプスの樹海へ入ったボーエンと季子に、川地は最終手段としてフランケンシュタインの唯一の弱点である目を照明弾で無力化させることを提案するが、川地の投げた照明弾の光に反応し、地底から真犯人であるバラゴンが現われ、ボーエンらに迫る。フランケンシュタインは絶体絶命のボーエンらを救おうと、バラゴンの前に立ち塞がる。

### 結末のバリエーション
本作品には2種類の異なる結末が存在している。
- バラゴンを倒して死体を投げ棄てたあと、フランケンシュタインが地割れに呑み込まれるもの（劇場公開時のもので、いわゆるオリジナル版）[出典 15][注釈 4]。
- バラゴンを倒した後に大ダコが出現する場面が追加されたもの（大ダコ出現版）[出典 16]。

「大ダコ出現版」は、もともと海外版として別撮りされていたものであり、脚本も別途制作されていた。これは企画時にベネディクト側により提案されていたフランケンシュタインとタコの怪物が対決する『フランケンシュタイン対ジャイアント・デビルフィッシュ』という企画に基づいたものであり、海外で好評であった『キングコング対ゴジラ』でのキングコングと大ダコの対決シーンの再現を意図していた。しかし、「大ダコ出現版」はベネディクト側の判断により使用されず、海外版もオリジナルと同じ結末となり、大ダコ出現版は公開から数年後のテレビ放映で初めて公開された。1992年には、テアトル池袋にて開催された上映イベント「東宝特撮映画全史」にて「大ダコ出現版」が初めて劇場上映された。
当初はビデオなどでも「大ダコ出現版」が使用され、オリジナル版の方が幻の存在となりつつあったが、1991年のVHSビデオや1992年のLDにて2種類のバージョンが視聴できることとなった。本作品の4Kリマスター化を担当した清水俊文によると、2022年時点では編集によって「大ダコ出現版」の結末でネガが保存されており、オリジナル版は「旧国内版」として別に保管されている。2022年6月に日本映画専門チャンネルで初放映された「4Kリマスター版」については、オリジナル版の復元と4Kリマスター化の作業が行われ、これが使用された。
この「大ダコ出現版」は長らく「海外版」として紹介されていた。
別撮りとなった理由について、監督の本多猪四郎や特技監督の円谷英二は、国内での封切りに間に合わないためであったと証言している。
大ダコ出現版は特撮だけでなく、人物が描かれる本編も撮り直されている。なお、大ダコ出現シーンに流れるBGMは『キングコング対ゴジラ』での、大ダコ出現シーンの曲をそのまま使用している。
「大ダコ追加バージョン」と「オリジナルバージョン」では、フランケンシュタインがバラゴンの絶命を確認する方法が違っている。前者は「バラゴンの死骸を軽く蹴ってみる」という方法だが、後者は「バラゴンの首をつかんで顔を近づけ、息をしているか確かめる」という方法だった。
次作『フランケンシュタインの怪獣 サンダ対ガイラ』でのガイラと大ダコの対決シーンは、本作品での「大ダコ出現版」を仕切り直したものとされる。

## 登場怪獣

### フランケンシュタイン
太平洋戦争の終戦直前、不死の兵士を造るためにドイツの潜水艦から広島市へ送られた「フランケンシュタインの心臓」が被爆した後、幹細胞的に自ら人間の姿として成長した亜人間。心臓があればタンパク質を補給する限り、身体を失っても復元するため、不死である。切断された手首だけでも動くことが可能。人種は白人とされる。
浮浪児として放射線医学研究室に保護されたが、放射能を浴びて短期間のうちに数メートルに巨大化すると、テレビ局の取材中に当てられた照明に驚き、鉄格子を破壊して研究所を脱走する。バラゴンによる家畜や人間に対する食害行為の罪を着せられるが、性格はあくまで気が優しく温厚であり、人間に対して友好的で、自分から悪意を持って人間を傷つけることはない。しかし、強い光が当たると凶暴化する。
研究室では特製の衣服を着せられていたが、日本アルプスにいた時点では毛皮をまとっていた。少年の姿から成長し、最終的には20メートルにまで成長する。その後、自分を追って富士山麓に来たボーエンたちをバラゴンの襲撃から守るためにバラゴンと対決し、苦闘の末にその首を折って倒したが、バラゴンが地中を移動するために掘っていた空洞が原因で地面が陥没し、それに巻き込まれて地中に沈み、生き埋めになった（オリジナル版）。別バージョンでは、バラゴンを倒した直後に湖から現れた大ダコと疲労した状態で連戦し、大ダコによって湖へ引きずり込まれて湖底に沈んでいった（大ダコ出現版）。
- 本作品におけるフランケンシュタインは、原作小説『フランケンシュタイン』におけるフランケンシュタインの怪物とは大きく異なり、死体を改造したものではなくクローン人間に近い存在となっている[50][51]。一方、怪物的な容姿で人間的な心を持つという点は原作と共通している[50]。また、少年期の描写は戦災孤児を思わせるものとなっている[50]。
- 古畑弘二[8]と中尾純夫（少年）[8]が、怪奇映画ばりの特殊メイクを施されて演じている[出典 31][注釈 13]。メイクアップはかなり本格的なもので、特殊美術課ではなくメイク専門のスタッフが起用されている[59]。眉から上の造型部分は村瀬継蔵が担当[71]。造型部分はラテックス製で、亀甲紗の土台で閉める構造となっている[71][注釈 14]。瞳には、緑色のカラーコンタクトレンズを入れ、外国人らしさを表現している[出典 33][注釈 15]。足は素足らしく見せるため、肌色の靴を履いている[50]。琵琶湖に現れるシーンでは、千切れた左手が再生途中の肉塊状にメイクされている。宣伝用スチールではメイクが異なっている[27]。
- 施設脱走時に千切れたフランケンシュタインの左手首がはい回るシーンでは、モーター仕掛けで5本の指が動く、1尺サイズの精巧なミニチュアが使われた。村瀬が制作当時に撮影した写真の中には、映像で用いられたものとは異なる試作品と推測される手の造形物も存在している[73]。
  - 撮影を務めた有川貞昌の長男は、有川が手首の造形物を自宅へ持ち帰っていたと証言している[74]。
- バラゴンとの格闘シーンでは、演じる古畑が生身ゆえに負傷しないよう配慮が必要となり、動きが制限された[50]。このため、カメラを手持ちにして躍動感を出すなど工夫しているが、撮影を担当した有川貞昌は人間の見た目では怪獣に対して弱々しく見えてしまい、苦労したことを述懐している[50]。一方、生身ならではの素早い動きや激しい戦い方を評価する向きもある[50][70]。相手役を務めた中島春雄は、裸同然の格好で思い切った立ち回りをこなしており感心した旨を語っている[75]。
- 檻に入れられた状態で巨大化している特写スチールが存在するが、劇中ではこのような場面はない[16]。
- 『ゴジラ×メカゴジラ』（2002年）の背景設定として製作補の山中和史により執筆された「特生自衛隊前史」では、劇中世界の1965年にバラゴンとともに出現[76]。バラゴンを倒すが、大ダコによって海中に連れ去られたとされる[76]。

## 登場兵器・メカニック

### 架空
特殊火薬
川地博士が、フランケンシュタインの両目をつぶすために用意した特殊火薬。ダイナマイト状の形をしており、片手で持てるほどの大きさと重量を持つ。導火線は無く、スイッチを入れた後に投げてから数秒後に爆発し、強烈な閃光と煙を発生させる。川地博士が、ボーエン博士と季子に威力を見せようと山中にて使用したところ、偶然にも爆発地点から近い地底に潜んでいたバラゴンが驚いて地上に出現したため、用意したすべての特殊火薬がバラゴンに対して使用されるが、特に効果は見られなかった。

### 実在

#### 自衛隊
- 61式戦車[出典 34]
- M24軽戦車
- GMC 2.5tトラック
- 3/4tトラック（ダッジWC52型・Q4W70型）
- 1/4tトラック
- 105mmりゅう弾砲M2A1
- M1騎銃
- 11.4mm短機関銃M1A1

#### 警察
- パトロールカー（トヨペット・クラウン初代/2代目型）
- M1917リボルバー

#### 大日本帝国軍
- 伊号潜水艦[80]
- トヨタ BM型トラック
- ダットサン・セダン
- 三八式歩兵銃

#### ナチス・ドイツ軍
- Uボート[77][80]

#### アメリカ軍
- B-29戦略爆撃機
- PBY飛行艇

#### 民間
- 玻璃丸[80]
- SE.3130 アルエット II
- プリンス・グロリア（2代目型）

## キャスト
- 川地堅一郎[出典 35]：髙島忠夫
- ジェームス・ボーエン博士[出典 36]：ニック・アダムス
- 戸上季子[出典 35]：水野久美
- 河井大尉[出典 35]：土屋嘉男
- フランケンシュタイン[出典 37]：古畑弘二
- 岡山県警本部長[81][36]：田崎潤
- 大阪警視庁幹部A[出典 38][注釈 16]：藤田進
- 広島衛戍病院の老軍医[81][36]（広島衛戍病院軍医[17][83]、軍医長[87]）：志村喬
- 須賀博士[出典 39]：中村伸郎
- 田所警部補[81][36]：佐原健二
- 大阪警視庁幹部B[8][36][注釈 17]：伊藤久哉
- 村田艦長[出典 35]：田島義文
- 記者A[81][36]：野村明司
- テレビ・ディレクター[出典 40]：加藤春哉
- 住宅の主人[8][82]：沢村いき雄
- 自衛隊幹部A[出典 41]：小杉義男
- ハイカー[8]（青年[31]）：井上紀明
- 遠井田鶴子[出典 42]：沢井桂子
- ハイカー[8]（若い女[31]、ロッジの女性客[92]）：髙橋紀子
- リーセンドルフ博士[出典 35]：ピーター・マン
- 元木[81][36]：山本廉
- 病院の事務長[出典 35]：佐田豊
- 新聞社社員[81][36]：田武謙三
- 大学教授[81][36]：石田茂樹
- バラゴン[81][75]、自衛隊員[75]：中島春雄
- テレビ照明マン[81]：中山豊、大村千吉
- 岡本警部[8][31][注釈 18]：桐野洋雄
- テレビ・カメラマン[81][36]：西条康彦
- 杉山警部[81][36]：大友伸
- トンネル工夫[81][36]：広瀬正一
- 巡査[8][82]：向井淳一郎
- 農夫[8][82]：古田俊彦
- 技師[81][36]：津田光男
- はり丸船長[31]：木村博人
- 週刊誌の記者[出典 43]：澁谷英男
- 姫路城の作業員[95]（姫路城掃除婦[31]）：宮田芳子
- 記者[81][36]：橘正晃、岡部正
- 自衛隊幹部B[81][36][注釈 19]：緒方燐作
- フランケンシュタイン（少年）[81][27]（成長前のフランケンシュタイン[68]）：中尾純夫
- リーセンドルフの声[出典 44]：熊倉一雄
- ボーエンの声[出典 45]：納谷悟朗

### キャスト（ノンクレジット）
- 大阪府警幹部：門脇三郎[98][93]
- バラゴンの犠牲になる若者：川口節子[99]
- 潜水艦乗員：小松英三郎[100]
- 広島県警の巡査：坪野鎌之[101][102]
- 大阪府警幹部、清水トンネルの工夫：吉田静司[103][102]
- 患者：森今日子[104]
- アナウンサー：池谷三郎[105]
- 岡山の眼鏡の警官：草間璋夫[106]

## スタッフ
参照
- 製作：田中友幸
- 脚本：馬淵薫
- 撮影：小泉一
- 美術：北猛夫
- 録音：小沼渡
- 照明：小島正七
- 音楽：伊福部昭
- 整音：下永尚
- 監督助手：梶田興治
- 編集：藤井良平
- 音響効果：西本定正
- 現像：東京現像所
- 製作担当者：山田順彦
- 特殊技術
  - 撮影：有川貞昌、富岡素敬
  - 光学撮影：真野田幸雄、徳政義行
  - 美術：渡辺明
  - 照明：岸田九一郎
  - 合成：向山宏
  - 監督助手：中野昭慶
  - 製作担当者：小池忠司
- 特技監督：円谷英二
- 監督：本多猪四郎

### スタッフ（ノンクレジット）
- スチール：田中一清[8]
- 撮影助手（特撮）：真野田陽一[8]、唐沢登喜麿[8]、山本武[8]、鶴見孝夫[8]、向井賢哉[8]、宮西武史[8]、鳥海満[8]
- 照明助手（特撮）：原文良[8]
- 美術助手（特撮）：井上泰幸[8]、入江義夫[8]
- 操演：中代文雄[8]
- 電飾（特撮）：鈴木昶[8]
- 造型・造形：利光貞三[8]、八木勘寿[8]、八木康栄[8]、開米栄三[8]、村瀬継蔵[8][注釈 20]
- 光学撮影：川北紘一[8]
- 原作：ジェリー・ソウル（英語版）[7]

### 海外版スタッフ
- エグゼクティブプロデューサー - ヘンリー・G・サパースタイン[19]、ルーベン・バーコヴィッチ[19]
- プロデューサー / リレコーディング・スーパーバイザー - サルヴァトーレ・ビリテッリ[107][19]
- プレゼンター - ジェームズ・H・ニコルソン[19]、サミュエル・Z・アーコフ[19]
- 吹替録音 - タイタン・プロダクションズ[107]

## 製作

### 企画の変遷
本作品は、当初米国20世紀フォックス社が進めていた「キングコングとフランケンシュタインの怪物が闘う」という映画の企画が日本の東宝に持ち込まれ、映画化権を取得して実現したものである。なお、フォックスの企画からキングコングの要素を生かして完成された作品が『キングコング対ゴジラ』（1962年、本多猪四郎監督）である。
この企画案の「フランケンシュタイン」の要素から、『ガス人間㐧一号』（1960年、本多猪四郎監督）の続編企画として、1963年ごろに『フランケンシュタイン対ガス人間』の脚本が関沢新一によって起こされたが、未制作に終わった。この企画は、『ガス人間』のアメリカでの配給権を獲得したブレンコ・ピクチャーズによるものであった。
一方、「ゴジラ映画」の新作として『モスラ対ゴジラ』後に『続キングコング対ゴジラ』が検討された後、1964年に『フランケンシュタイン対ゴジラ』と題した脚本が木村武によって執筆された。こちらの企画はベネディクト・プロが提出したジェリー・ソウルによるプロット『フランケンシュタイン対ジャイアント・デビルフィッシュ』を下敷きとしている。この時点でゴジラの部分以外はほぼ本作品と同じストーリーで、1965年に入り執筆された脚本第3稿でゴジラの部分を新怪獣バラゴンに変更し、本作品に結実した。本作品の内容転換に伴い、同年にゴジラシリーズの新作『怪獣大戦争』が企画されることとなった。
本多によれば、冒頭での戦時中の物語は、日独での技術交換（遣独潜水艦作戦）から着想を得たという。

### 演出
監督の本多猪四郎は、本作品の撮入前に原典の1931年版『フランケンシュタイン』を再見しており、先人の作品に対して「厳粛な気持ちで演出に臨んだ」と語っている。当作では怪奇映画的題材ながら、むしろ「人間ではない」フランケンシュタインの悲劇性や哀感が強調され、アパートの季子に別れを告げに来る一連のシーンなどにそれがよく表れている。異形の者の悲劇というテーマは、変身人間シリーズとも共通するものである。
人間側も馬淵薫のきめ細かい脚本を基に、「彼も人間だ」と主張するボーエンと、「だとしてもまともな人間ではない」とする川地、あくまで母性的愛情を寄せる季子と、「怪物」に対する三者三様の姿勢を浮き彫りにし、非常に丁寧に描かれている。冷徹な立場の川地のキャラクターも、陽性な高島忠夫を起用し、フランケンシュタインの手首の切断を決意した川地が事前にウイスキーをあおる、などといった細かい演出で深みを持たせている。また、フランケンシュタインは季子と出会う前後の少年期に「深夜、タクシーにひき逃げされた」という恐怖体験を持っており、それがトラウマとなってテレビ番組のスタッフが左右から浴びせた照明を車のヘッドライトのように感じて異常に興奮し、鉄格子を破って脱走する。その夜、醜い巨人として季子のアパートの前に現れた時にも足元を走り回る警察のパトカー（つまり恐怖の元凶である「車」）を怖がって逃げるという、フランケンシュタインの「人間としての心の傷」まで表現した馬淵の脚本を、丁寧に映像化している。
フランケンシュタインが季子のペンダントに興味を持って迫り、彼女が襲われると勘違いしたボーエンがフランケンシュタインを椅子で殴るシーンがあるが、後年の雑誌『宇宙船』（朝日ソノラマ）でのインタビュー記事で、竹内博が「性的な意味合いを感じた」と述べたのに対し、本多は当然それはある、と答えている。
ボーエンと季子のラブシーンでは、ボーエン役のアダムスがすべて英語のセリフであったため、季子役の水野はスタッフが英語のセリフを日本語に訳したものを頭に入れ、その意味を考えながら芝居していたといい、一方のアダムスも水野が発する日本語のセリフを受ける演技をしていたため、「本人も困っていたと思う」というが、アダムスからは「久美はラブシーンが上手い」と褒められたという。

### 撮影
本編班は1965年5月25日にクランクイン、7月24日にクランクアップした。
広島に原爆が投下されたシーンのキノコ雲の特撮カットは、後年の『怪獣総進撃』（1968年、本多猪四郎監督）や『人間革命』（1973年、舛田利雄監督）などにも流用されている。投下前の広島の全景には、渡辺善夫によって実景と見紛うようなリアルなマット画が使われている。
遠井田鶴子役の沢井桂子は、原爆症の女性を演じるにあたり、原爆に対する恐怖や悲惨さを思い続けながら演じることで自然と涙が出るように感情が揺さぶられたと述懐している。
本作品の登場怪獣は、ゴジラの半分近い20メートル前後の設定にされており、ミニチュアの縮尺も6分の1、15分の1で作られ、非常にリアリティーのある映像に仕上がっている。また、フランケンシュタインの成長度合いによってミニチュアの縮尺を変えている。円谷英二は馬や猪といった動物の描写もあえてミニチュアで撮るこだわりを見せ、冒頭のドイツ空襲、Uボート、バラゴンによる白根山のヒュッテ襲撃など、円熟したミニチュアワークを展開している。猪の造形物は、『日本誕生』のものを流用している。
ヘリコプターからフランケンシュタイン用の食料を落とすシーンは、本編ロケに自衛隊員役で出ていた中島春雄が中代文雄と共にヘリコプターに乗り、足で押して落とした。
ベネディクト・プロとの合作映画であり、当初から海外での上映が予定されていたが、国内での封切り後になって東宝国際部から「アメリカでの規定に上映時間が2分足りず、売ることができない」と連絡が入った。そのため、フランケンシュタインが研究所を脱走する場面で「うっかり警察官を踏み潰しそうになる」というカットを撮り足したり、アパートで戸上季子に別れを告げるフランケンシュタインの場面にパトカーの転覆炎上などを2日かけて撮り足したりして尺増しを図った。追加撮影は、封切り翌日の8月9日から開始された。これらの輸出用追加撮影分は、DVDの特典映像に収録されている。

### 音楽
音楽担当の伊福部昭は、本作品のフランケンシュタインの主題曲に、当時の日本では1つしかなかったバス・フルートという低音の楽器を借りて使用している。本来、この楽器は低音すぎてオーケストラなどで利用価値のないものとされているが、伊福部は「映画音楽しかできませんね」と、マイクロフォンによる採音技法で見事にこれを活かしてみせている。フランケンシュタインの巨大化に伴い楽器編成も厚くなるが、その心が表れると恐怖表現のトレモロ奏法がなくなるなど、音楽によるキャラクターの性格付けが意図されている。フランケンシュタインのテーマは、次作『フランケンシュタインの怪獣 サンダ対ガイラ』でサンダのテーマとして引き継がれている。

## 漫画
- 月刊誌『冒険王』（秋田書店）1965年（昭和40年）9月号付録に、有川旭一によって読み切り漫画化された[出典 50]。

## 映像ソフト化
- VHS
  - シネスコ、「大ダコ登場版」が1985年（昭和60年）11月1日に発売[124]。
  - 1991年（平成3年）8月1日には「国内公開版」を巻末に付属させて発売[47]。品番 TG4227[20]
- レーザーディスク
  - シネスコ、「大ダコ登場版」が1987年（昭和62年）に発売。1992年（平成4年）7月1日にはリマスター版として「国内公開版」が発売[46]。
- DVD
  - 2001年（平成13年）10月21日にジュエルケース版が発売[125][126]。オーディオコメンタリーは有川貞昌[126]。
  - 2007年（平成19年）1月26日に『東宝特撮巨大生物箱』に収録[127]。
- BD
  - 2017年（平成29年）11月3日に発売[128]。